# Proosdij Bornholm
De proosdij Bornholm (Deens: Bornholms Provsti) ontstond na de structuurhervorming in 2007. Hierbij werden de "oostelijke proosdij" (O) en het "westelijke proosdij" (W) samengevoegd. Beide omvatten 11 parochies.
- Bisdom = bisdom Kopenhagen
- Proost = Gotfred Larsen (2007)
- Parochianen = 37.225 (2007)
- Inwoners = 43.085 (2007)
- Gemeente = Bornholms Regionskommune

22 parochies van de proosdij Bornholm
| - Aaker (O) - Allinge-Sandvig (W) - Bodilsker (O) - Christiansø (O) - Gudhjem (O) - Hasle (W) - Ibsker (O) - Klemensker (W) - Knudsker (W) - Nexø (O) - Nyker (W) | - Nylarsker (W) - Olsker (W) - Østerlarsker (O) - Østermarie (O) - Pedersker (O) - Poulsker (O) - Rø (W) - Rønne (W) - Rutsker (W) - Svaneke (O) - Vestermarie (W) |